# إبداع (بلاغة)
الإبداع عند البلغاء أن يشتمل الكلام على ضروب من البديع.

## مثال
قال ابن أبي الإصبع: ولم أر في الكلام مثل قوله تعالى ﴿وقيل يا أرض ابلعي ماءك﴾ ۝(الآية)، فإن فيها عشرين ضربا من البديع وهي سبع عشرة لفظة:
المناسبة التامة في ابلعي وأقلعي،
والاستعارة فيهما،
والطباق بين الأرض والسماء،
والمجاز في قوله ﴿يا سماء﴾ فإنه في الحقيقة يا مطر،
والإشارة في ﴿وغيض الماء﴾ فإنه عبر به عن معان كثيرة لأن الماء لا يغيض حتى يقلع مطر السماء وتبلع الأرض ما يخرج منها من عيون الماء،
والإرداف في ﴿واستوت﴾،
والتمثيل في ﴿وقضي الأمر﴾،
والتعليل فإن ﴿غيض الماء﴾ علة الاستواء،
وصحة التقسيم فإنه استوعب أقسام الماء حالة تغيضه إذ ليس إلا احتباس ماء السماء والماء النابع من الأرض وغيض الماء الذي يظهر على ظهرها،
والاحتراس في الدعاء لئلا يتوهم أن الغرق لعمومه مشتمل من لا يستحق الهلاك فإن عدله تعالى يمنع أن يدعو على غير المستحق،
وحسن النسق،
وائتلاف اللفظ مع المعنى،
والإيجاز فإنه تعالى قصة الفصة مستوعبة بأخصر عبارة،
والتسهيم لأن أول الآية يدل على آخرها،
والتهذيب لأن مفرداتها موصوفة بصفات الحسن،
وكل لفظة سهلة المخارج عليها رونق الفصاحة،
مع الخلو من البشاعة وعقادة التركيب،
وحسن البيان من جهة أن السامع لا يتوقف في فهم المعنى ولا يشكل عليه شيء منه،
والتمكين لأن الفاصلة مستقرة في محلها مطمئنة في مكانها غير قلقة ولا مستدعاة،
والانسجام.
وزاد صاحب الإتقان أن فيها الاعتراض أيضًا.